# Sylvanus Dung Dung
Sylvanus Dung Dung (27 januari 1949) is een hockeyer uit India. 
In 1978 verloor Dung Dung de finale van de Aziatische Spelen van aartsrivaal Pakistan.
Dung Dung won met de Indiase ploeg de gouden medaille tijdens de door afzeggingen geteisterde Olympische Spelen 1980 in Moskou.

## Erelijst
- 1978 –  Aziatische Spelen in Bangkok
- 1980 –  Olympische Spelen in Moskou